# ひよ&びびっと!
『ひよ&びびっと!』は、ゆとりーぬによる日本の4コマ漫画作品。『まんがタイムきららキャラット』（芳文社）にて2022年7月号から2022年9月号までゲスト掲載後、同年11月号から2024年9月号まで連載された。

## あらすじ
感情を表に出すことが苦手で、自他ともに認める無表情少女な高校生・久留宮ひよ。そんなひよの通う高校にある日、彼女が憧れる大人気ウーチューバー（動画配信者）「あやもりん」こと小戸森彩が転校してくる。教室の席だけでなく家まで隣同士となったひよと彩によるスクールコメディ。

## 登場人物
久留宮 ひよ（くるみや ひよ）
身長:142cm / 血液型:A型
感情を表に出すことが苦手な無表情少女。自身の性格とは正反対の喜怒哀楽豊かな動画で人気を集めるウーチューバー・あやもりんに憧れる熱狂的ファン。基本的には落ち着いた性格をしているが、彩/あやもりんが絡むと突拍子もない行動に出ることも多い。ペットにスキニーギニアピッグの「デビお」を飼っている。
小戸森 彩（こともり あや）/ あやもりん
身長:169cm / 血液型:B型
「あやもりん」のハンドルネームで動画投稿サイトやSNSで活動し、単行本1巻時点でチャンネル登録者数150万人を超える大人気ウーチューバー。1話でひよらの通う高校に転校してくると共に、ひよとは家の部屋まで窓を隔てた隣同士となる。動画内だけでなく日常から表情豊かで裏表がなく、周囲を楽しませることが得意。一方で天然気味ないわゆる「おバカキャラ」な面も持つ。
見崎 咲（みさき さき）
ひよ、彩のクラスメイトでひよの幼馴染。ひよに対しては友人として気さくに接する一方で、彩のことは芸能人のようなものだと思っており、二人きりで話す際には緊張から他人行儀になりがち。部活動の所属はパソコン部。
川井 紫杏（かわい しあん）/ プリティーシアン（プリン）
「猫耳悪魔系セクシー仮面美少女女子高生ウーチューバー」を自称する駆け出しウーチューバー。大学生。あやもりんのファンの1人で、ひよに強いライバル心を見せる。
山田 みどり（やまだ みどり）
ひよ、彩のクラスの担任を務める女性教師。あやもりんの動画に出演したことをきっかけに個人でもウーチューバーとして活動を試みる。

## 舞台・用語
ウーチュー部
ひよと彩が所属する部活動。部員がひよ一人だった写真部に、校則で部活動に入るよう求められた彩が入部したことで発展的に発足した。

## 書誌情報
- ゆとりーぬ『ひよ＆びびっと！』芳文社〈まんがタイムKRコミックス〉、全2巻[2]
  1. 2023年9月27日発売、ISBN 978-4-8322-7488-4
  2. 2024年8月27日発売、ISBN 978-4-8322-9569-8